# Karin Temmerman
Karin Hélène Anna Temmerman (Gent, 25 september 1958) is een Belgische politica voor de sp.a en navolger Vooruit.

## Levensloop
Karin Temmerman, woonachtig in de Gentse deelgemeente Gentbrugge, was een nicht van Gilbert Temmerman (1928-2012), die burgemeester van Gent was. Ze werd in 1981 licentiaat in de moraalwetenschappen aan de Universiteit Gent en was van 1981 tot 1994 medewerkster van de stadsbibliotheek Gent op de afdeling documentatie, alsook als verantwoordelijke voor de informatica.
Aansluitend hierop ging ze begin 1995 aan de slag als kabinetsmedewerker van de Gentse burgemeester Frank Beke. In deze functie spitste ze zich toe op de domeinen Algemene politieke lijn, vluchtelingenbeleid, asielaanvragen en later ook cultuurbeleid. Deze functie oefende ze uit tot 2001.
In 2000 nam ze deel aan de lokale verkiezingen en werd ze verkozen in de Gentse gemeenteraad. Ze werd van 2001 tot 2006 schepen van ruimtelijke ordening en mobiliteit. Bij de verkiezingen van 2006 werd ze herverkozen en begin 2007 benoemd tot schepen van mobiliteit, wonen en stadsontwikkeling. Deze functie oefende ze uit tot 13 juni 2010, waarna ze federaal volksvertegenwoordiger werd. Ze bleef wel zetelen in de gemeenteraad, tot aan de verkiezingen van oktober 2024, waarbij ze niet meer opkwam.
Bij de verkiezingen van 13 juni 2010 werd Karin Temmerman verkozen tot lid van de Kamer van volksvertegenwoordigers voor de kieskring Oost-Vlaanderen, een functie die ze uitoefende tot in 2019. Toen Bruno Tobback op 18 september 2011 voorzitter werd van sp.a, volgde Karin Temmerman hem op als fractieleider in de Kamer. Ze werd daarmee de eerste vrouwelijke fractieleidster in de Kamer voor sp.a. In 2015 nam ze ontslag uit die functie en werd ze opgevolgd door Meryame Kitir. Daarna was ze van 2016 tot 2019 lid van het Bureau van de Kamer. Bij de verkiezingen van mei 2019 was Temmerman geen kandidaat meer.
Van 2013 tot 2019 was ze tevens voorzitter van de Gentse sp.a-afdeling.